# 阿格爾·阿克切
阿格爾·阿克切（西班牙語：Ager Aketxe；1993年12月30日—）是一位西班牙足球運動員。在場上的位置是攻擊型中場。現效力於西乙俱乐部薩拉戈薩，曾效力於西班牙足球甲級聯賽球隊毕尔巴鄂。他的哥哥伊薩克·阿克切也是一位足球運動員。他在2015年5月17日打入了自己的首個西甲進球。